# Ambivareti

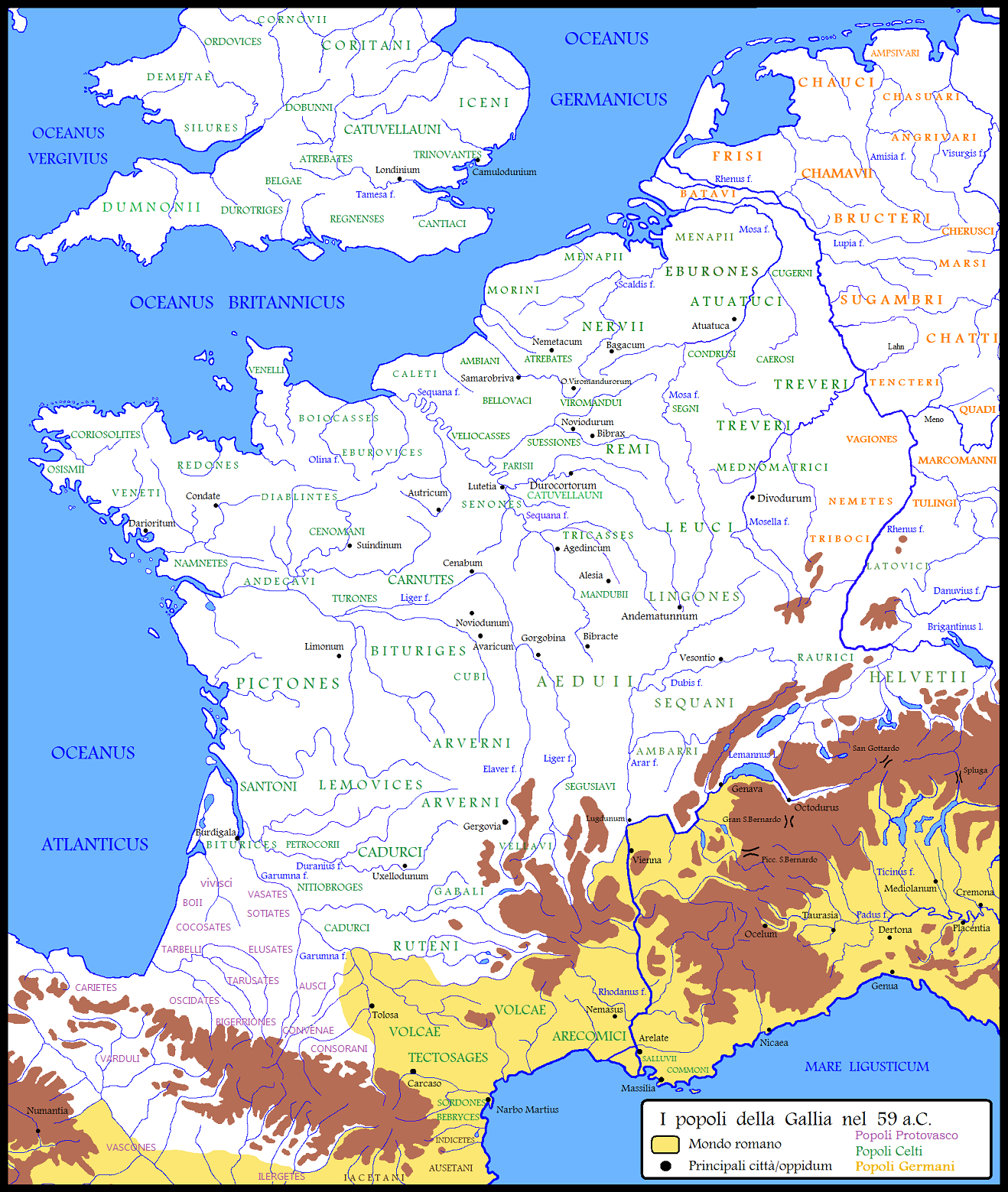
Mappa della Gallia nel 59 a.C., prima della conquista di Cesare Con indicazione del territorio degli Edui di cui gli Ambivareti erano clienti.

Gli Ambivareti erano un piccolo popolo celtico della Gallia, cliente dei potenti Edui, che li coinvolsero nella coalizione contro la campagna di conquista dei Romani, nel 52 a.C.
Il loro territorio, nella regione degli Edui, non è localizzato con precisione.
Non sono conosciuti che per la menzione che Giulio Cesare ne fa nel suo De bello Gallico, dove compaiono a fianco di Segusiavi, Blannovi e Aulerci Brannovici, come « vassalli » dei loro vicini Edui. Forniranno un contingente che farà parte dell'esercito di soccorso a Vercingetorige assediato ad Alesia
(Cesare, De bello Gallico, vii, 75.)
In una seconda menzione (Libro vii, 90), Cesare afferma di aver inviato presso gli Ambivareti una legione (la Legio XI Claudia), comandata da Gaio Antistio Regino.

## Fonti
- Venceslas Kruta, Les Celtes, Histoire et Dictionnaire, Éditions Robert Laffont, coll. « Bouquins », Paris, 2000 ISBN 2-7028-6261-6
- John Haywood (intr. Barry Cunliffe, trad. Colette Stévanovitch), Atlas historique des Celtes, éditions Autrement, Paris, 2002 ISBN 2-7467-0187-1